# Cromossoma X (humano)

Cromossoma X

O cromossoma X consiste em um dos cromossomas responsáveis pela determinação do sexo do ser humano.
Em cada conjunto de seus 23 pares de cromossomas, os seres humanos possuem um par de cromossomas responsáveis pelo sexo. Tipicamente, pessoas atribuídas como do sexo feminino ao nascer possuem dois cromossomas X e  pessoas atribuídas como do sexo masculino ao nascer, um cromossoma X e um cromossoma Y.
Das 3.200 doenças hereditárias identificadas até hoje, 307 podem ser atribuídas a ocorrência de mutações ou falhas no cromossoma X, que, devido a esses problemas, interrompem a produção de algumas proteínas essenciais para o bom funcionamento do organismo.

## Mecanismos moleculares de inativação do cromossomo X
Nos mamíferos, machos e fêmeas variam geneticamente em seus cromossomos sexuais - XX nas fêmeas e XY nos machos. Isso leva a um desequilíbrio potencial, pois mais de mil genes no cromossomo X seriam expressos em dose dupla nas mulheres em comparação aos homens. Para manter esse desequilíbrio os embriões femininos interromperam a expressão dos genes em um de seus dois cromossomos X.
Sabe-se que uma molécula chamada Xist (transcrição específica X-inativa) inicia o processo. Xist é um RNA longo não codificante - um tipo de molécula criada usando o DNA da célula como modelo, mas que não contém instruções para produzir uma proteína. Xist reveste o cromossomo a partir do qual é expresso e induz o silenciamento.
A proteína SPEN (proteína que interage com Msx2) desempenha um papel crucial no processo de inativação do cromossomo X, onde embriões de mamíferos fêmeas silenciam a expressão gênica em um de seus dois cromossomos X.  Xist mobiliza e liga SPEN, que se acumula ao longo do cromossomo X. O SPEN interage com as regiões reguladoras dos genes ativos. Assim que ocorre o silenciamento genético, o SPEN é desativado. Os genes permanecem inativos pelo resto da vida útil da célula. Um domínio específico do SPEN chamado SPOC desempenha o papel principal no silenciamento de genes. Ele reprime a transcrição do DNA para o RNA e interage com várias proteínas envolvidas na síntese do RNA, bem como na remodelação e modificação da cromatina.

## Anomalias associadas
- Daltonismo
- Distrofia muscular progressiva
- Síndrome de Alport
- Síndrome do cromossoma X frágil
- Hemofilia
- Síndrome de Klinefelter
- Síndrome de Turner
- Trissomia X
- Anencefalia

## Genes
- Genes e promotores da monoamina oxidase (MAO-A e MAO-B) - braço curto